# George Louis Beer

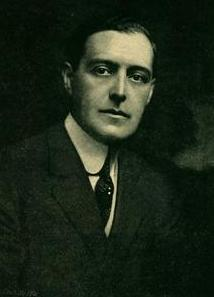
George Louis Beer (1923)

George Louis Beer (* 26. Juli 1872 in Staten Island, New York; † 15. März 1920 in New York City) war ein US-amerikanischer Historiker.

## Leben und Wirken
Beer entstammte einer wohlhabenden Familie: sein Vater war Importeur von Tabak, sein Großvater väterlicherseits importierte Waren meistenteils aus Europa.
Seinen ersten Unterricht erfuhr Beer durch Hauslehrer, später besuchte er eine Privatschule. Er studierte an der Columbia University (Manhattan) und erreichte 1892 seinen A.B. und im darauffolgenden Jahr seinen M.A. Anschließend promovierte er bei Herbert Levi Osgood (1855–1918).
Am 11. November 1896 heiratete Beer in New York Edith Hellman und hatte mit ihr eine Tochter. Edwin Robert Seligman (1861–1939), ein Kollege von der Columbia University, heiratete beinahe zur selben Zeit eine Schwester Beers.
Durch seinen Doktorvater betraute man Beer sofort nach seiner Promotion mit einem Lehrauftrag, den er bis 1897 innehatte. Parallel dazu arbeitete er auch im elterlichen Betrieb. 1903 unternahm er eine Studienreise nach Großbritannien, um in den dortigen Archiven über die amerikanische Kolonialzeit (→Britisches Weltreich) zu forschen. Seit dieser Zeit war er auch ein wichtiger Mitarbeiter des Round Table Journal.
Auf Wunsch Präsident Woodrow Wilsons fungierte Beer während des Ersten Weltkriegs als Berater der American Commission of Inquiry.
Am 15. März 1920 starb George Louis Beer in New York.

## Ehrungen
- 1913 Loubat Prize für The Origins of the British Colonial System. 1578–1660
- 1923 wurde der nach ihm benannte George Louis Beer Prize gestiftet

## Schriften (Auswahl)
- The Commercial Policy of England toward the American Colonies. New York 1893.
- African Questions at the Paris Peace Conference. New York 1923.
- The English-Speaking Peoples. Their Future Relations and Joint International Obligations. London 1917.
- Origins of the British Colonial System. 1578–1660. New York 1908.